# Sociedad Deportiva Estrella Roja
La Sociedad Deportiva Estrella Roja (en serbio Sportsko Društvo Crvena Zvezda, cirílico Спортско друштво Црвена звезда) es una sociedad polideportiva serbia radicada en la ciudad de Belgrado, una de las más importantes y prestigiosas del país. Fue fundada el 4 de marzo de 1945 como una Sociedad Juvenil de Cultura Física con siete secciones deportivas, ajedrez, atletismo, baloncesto, fútbol, natación, remo y voleibol.
El 12 de octubre de 1946 la Sociedad Juvenil de Cultura Física Estrella Roja absorbió a otra sociedad deportiva similar llamada Student, incrementando de este modo el número de secciones deportivas que la componían. En 1948 estas secciones deportivas se transformaron en clubes y la Sociedad Juvenil de Cultura Física Estrella Roja pasó a denominarse Sociedad Deportiva Estrella Roja. Desde 1949 todos los clubes que componen la sociedad funcionan de manera autónoma.

## Clubes

### Baloncesto
El nombre oficial de la sección de baloncesto del Estrella Roja es KK Crvena Zvezda Beograd (en serbio Košarkaški klub Crvena Zvezda Beograd, en cirílico Кошаркашки клуб Црвена звезда Београд). Es, junto al Partizan, el primer club de baloncesto de Belgrado, y de Serbia en general, en número de títulos conseguidos, con 15 títulos de liga. Sin embargo, el Estrella Roja ha conseguido menos éxitos internacionales que el Partizan, al haber sólo conquistado una Recopa de Europa de Baloncesto, en 1974, pese a haber disputado dos finales más de la Recopa y dos finales de la Copa Korac.

### Fútbol
El nombre oficial de la sección de fútbol del Estrella Roja es FK Crvena Zvezda Beograd (en serbio Fudbalski klub Crvena Zvezda Beograd, en cirílico Фудбалски клуб Црвена звезда Београд). Es el club de fútbol más laureado de Serbia y de la extinta Yugoslavia, con 25 títulos de Liga y 22 de Copa. Además, es el único club serbio que ha conquistado una Copa de Europa y una Copa Intercontinental, cuando venció 3 goles contra 0 a Colo-Colo de Chile en diciembre de 1991.

### Balonmano
El nombre oficial de la sección de balonmano del Estrella Roja es RK Crvena Zvezda Beograd (en serbio Rukometni klub Crvena Zvezda Beograd, en cirílico Рукометни клуб Црвена звезд). Es el segundo conjunto con más títulos de la Liga Serbia, tan solo por detrás del RK Partizan. En la temporada 1995-96 llegó a las semifinales de la Recopa de Europa, tras ser eliminados por el Club Balonmano Cantabria.

## Disciplinas
La Sociedad Deportiva Estrella Roja (Crvena zvezda) cuenta con clubes deportivos profesionales en las siguientes disciplinas deportivas:
| Deporte        | Club                                                                   | Fundación |
| -------------- | ---------------------------------------------------------------------- | --------- |
| Fútbol         | Fudbalski Klub Crvena Zvezda (masculino) ŽFK Crvena Zvezda (femenino)  | 1945 2011 |
| Baloncesto     | Košarkaski Klub Crvena Zvezda (masculino) ŽKK Crvena Zvezda (femenino) | 1945      |
| Atletismo      | Atletski Klub Crvena Zvezda                                            | 1945      |
| Voleibol       | Odbojkaški Klub Crvena Zvezda                                          | 1945      |
| Hockey         | Klizačko Hokejaški Klub Crvena Zvezda                                  | 1945      |
| Balonmano      | Rukometni Klub Crvena Zvezda                                           | 1948      |
| Remo           | Veslački Klub Crvena Zvezda                                            | 1945      |
| Esgrima        | Klub Crvena Zvezda                                                     | 1945      |
| Tenis de mesa  | Stonoteniski Klub Crvena Zvezda                                        | 1945      |
| Tenis          | Teniski Klub Crvena Zvezda                                             | 1946      |
| Natación       | Plivački Klub Crvena Zvezda                                            | 1946      |
| Esquí          | Skijaški Klub Crvena Zvezda                                            | 1946      |
| Patinaje       | Klizački Klub Crvena Zvezda                                            | 1946      |
| Automovilismo  | Automobilski Klub Crvena Zvezda                                        | 1946      |
| Ciclismo       | Biciklistički Klub Crvena Zvezda                                       | 1947      |
| Boxeo          | Boks Klub Crvena Zvezda                                                | 1947      |
| Bowling        | Kuglaški Klub Crvena Zvezda                                            | 1953      |
| Bolos          | Boćarski Klub Crvena Zvezda                                            | 1953      |
| Judo           | Rvački Klub Crvena Zvezda                                              | 1955      |
| Waterpolo      | Vaterpolo Klub Crvena Zvezda                                           | 1968      |
| Karate         | Karate Klub Crvena Zvezda                                              | 1972      |
| Tiro deportivo | Streljački Klub Crvena Zvezda                                          | 1980      |
| Taekwondo      | Tekvondo Klub Crvena Zvezda                                            | 1994      |
| Bridge         | Bridž Klub Crvena Zvezda                                               | 1995      |
| Rugby League   | Ragbi XIII Klub Crvena Zvezda                                          | 2007      |